# Sonchus obtusilobus
Sonchus obtusilobus là một loài thực vật có hoa trong họ Cúc. Loài này được R.E.Fr. miêu tả khoa học đầu tiên năm 1925.